# Fintan Gavin
Fintan Gavin (* 1. Januar 1966 in Dublin, Irland) ist ein irischer Geistlicher und römisch-katholischer Bischof von Cork und Ross.

## Leben
Fintan Gavin wurde am 11. März 1990 durch den Erzbischof von Dublin, Desmond Connell, zum Diakon geweiht. Am 7. Juni 1991 empfing er durch den Weihbischof in Dublin, Eamonn Oliver Walsh, das Sakrament der Priesterweihe.
Am 8. April 2019 ernannte ihn Papst Franziskus zum Bischof von Cork und Ross.